# روندو

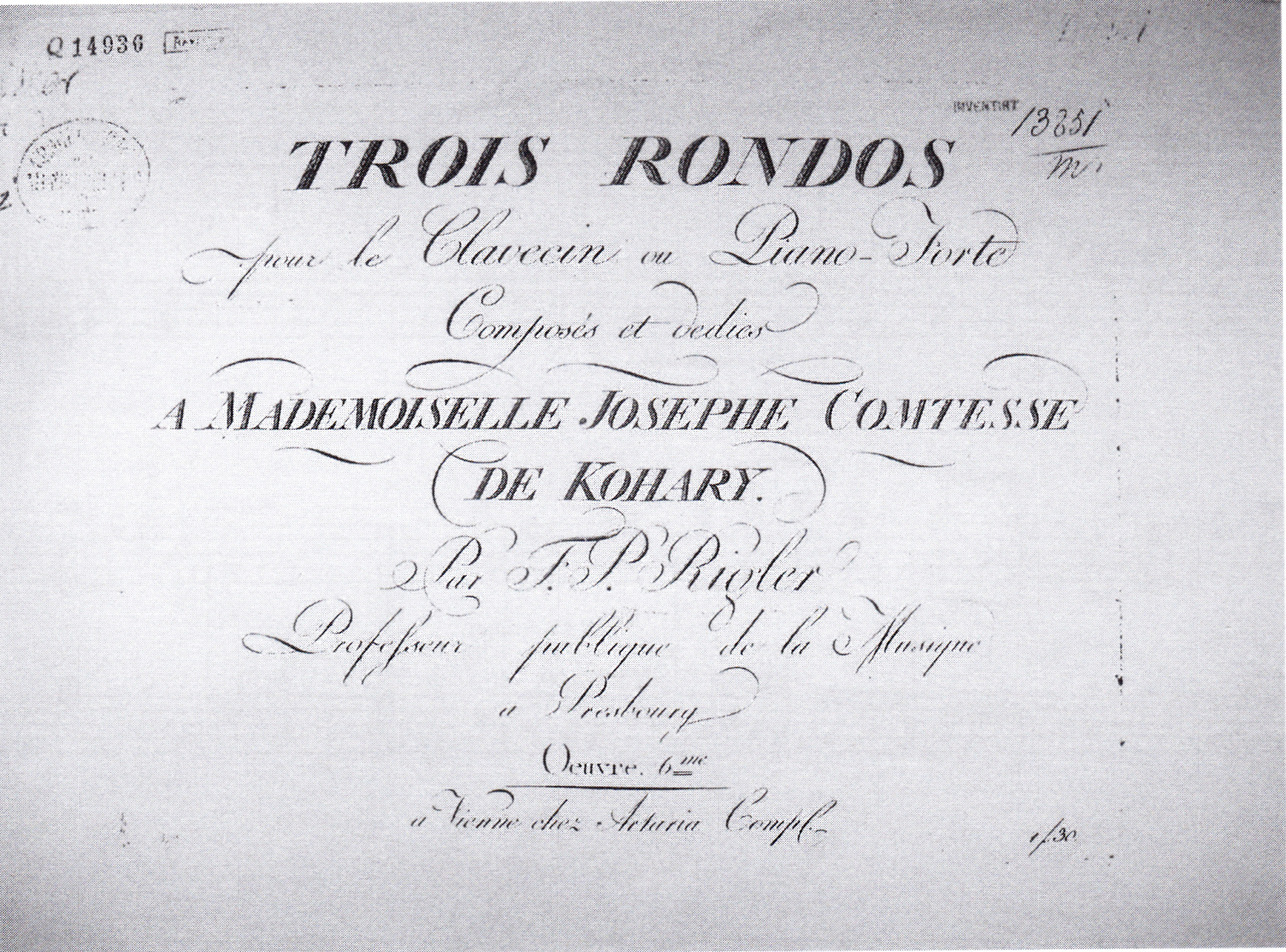
نت روندو

روندو (به ایتالیایی: rondò) آوازی است که رقصی حلقه‌ای و دایره‌وار را همراهی می‌کند و رقصندگان، در حالی که دست یکدیگر را گرفته‌اند، ترجیعِ هر بند از این آواز را که به وسیلهٔ تک‌خوان و رهبرِ رقص خوانده می‌شود، تکرار می‌کنند.
واژهٔ روندو معنای گِرد، حلقه‌ای، و حلقه‌وار است و جزئی از فولکلور کشور فرانسه به‌شمار می‌آید.
فرهنگ‌های موسیقی می‌نویسند که رقصنده‌ها در سده‌های میانه زنان بوده‌اند. روندوهای وابسته به کلیسا یا روندوهایی که اشعارشان موافقِ اصول کلیسا بودند، در سدهٔ سیزدهم میلادی از طرف کلیسای فرانسه پذیرفته و تأیید می‌شدند.
در نت‌نویسی‌هایی که از سدهٔ چهاردهم میلادی باقی مانده است، تصنیف‌هایی وجود دارد که برای روندو ساخته شده‌اند. روندو و تصنیف در بیشتر مواقع با هم همراه بودند یا حتی با هم آمیخته شده بودند و بعد اصطلاح یا لغتِ «روندو» را برای تصنیف به‌کار بردند، به طوری که نخست تصنیف کارول دیده شد و بعد روندو یا روندوی کارول. به هر حال، روندِت، روندلت، روندِل، روندو، و اسامی دیگری از این دست تصنیف‌هایی بودند که روند یا رقص گروهی و دایره‌وار بر اساس آن‌ها اجرا می‌شد.
در تمامی تمدن‌ها و در همهٔ سده‌ها، ردّی و جای پایی ار «روند» یا این رقص گروهی و حلقه‌وار می‌بینیم؛ رقصی که با سحر و جادو یا با اصول تکوین عالم رابطه داشته است.
روندِ کودکان یا رقص دسته‌جمعی و دایره‌وارشان در سراسر جهان خود شاهدی است بر این مدعا که این روند در همه جا حضور و تداوم داشته است.
در سدهٔ شانزدهم، «برانل» یا «برانله» تکامل پیدا کرد و به سوی روند رفت.
روندو (به فرانسوی: rondeau) یک فرم موسیقی است که خود از روندِ سده‌های میانه مشتق شده است و از سدهٔ هجدهم توسط کلاسیک‌ها، خواه به‌عنوان موومان آخر یا فینال سمفونی و سونات یا مثل یک قطعهٔ مستقلِ سازی به کار گرفته شده است. «روندو سمفونیک» به‌طور اساسی و ذاتی فرقی با rondeau یا rondelet آوازی ندارد؛ یعنی همان تناوب و توالی refrain-couplet یا برگشت‌ها و جمله‌های هشت‌میزانی و شانزده‌میزانی بر آن حاکم است، اما بعد از این شکل موجز و ساده، نرمش‌های بسیار و گستردگی‌های فراوانی در آن راه یافت که در پایان سببِ بسط و گسترش‌های زیادی شد. قبلاً از روندوی قرون وسطایی نام برده شد و حالا پیش از توضیح بیشتر دربارهٔ روندو، لازم است اشاره‌ای به آن شود. روندوی قرون وسطایی انواع مختلف داشته است، ازجمله: rondet, rondes, rondellus, rotondellus و… این روندِ آوازی، قطعه‌ای تغزّلی دارای هشت کلمه یا هشت شعر بوده و حدود سال ۱۲۵۰ میلادی فرمی کامل داشت. باید افزود که روندو و چندصدایی در سده‌های سیزدهم و چهاردهم چه از جهت شعر و چه از نظر فرمول ملودیک (ساختار آهنگین) یکی از بزرگ‌ترین عوامل دگرگون‌کننده و توسعه‌بخش موسیقی غربی بوده است.
بزرگ‌ترین دورهٔ روندو، بدون هیچ گفت‌وگویی، موسیقی دورهٔ کلاسیک است. یوزف هایدن و قبل از او، کارل فیلیپ امانوئل باخ و سپس ولفگانگ آمادئوس موتسارت، بنا بر گرایش و میل شخصی، روحیه و شخصیتی بشاش به این گونهٔ موسیقی دادند. بعد از این آهنگسازان، لودویگ فان بتهوون روندو را از این گیرودار رها کرد و به آن فرمی یک‌نواخت بخشید. به‌نظر بسیاری از موسیقی‌شناسان، از این زمان به‌بعد، به موومان سومِ فرم کنسرتو منحصر گشت. برای مثال، می‌توان از روندو و فینالِ کنسرتوی لا ماژور موتسارت (ک. ۴۸۸) نام برد.
روندو مجدداً در قطعات آهنگسازان رمانتیک و پسارمانتیک، خواه در فرم اصلی یا در فرم یک قطعهٔ سازی، خودنمایی کرد.
انواع این روندوها را به صورت جدا یا در فرم سنفونیا کنسرتانت در آثار آهنگسازانی چون کارل ماریا فون وبر، فردریک شوپن، فلیکس مندلسون و کامی سن-سانس می‌یابیم.